# Rhododendron concinnum
Rhododendron concinnum är en ljungväxtart som beskrevs av William Botting Hemsley. Rhododendron concinnum ingår i släktet rododendron, och familjen ljungväxter. Inga underarter finns listade i Catalogue of Life.

## Bildgalleri

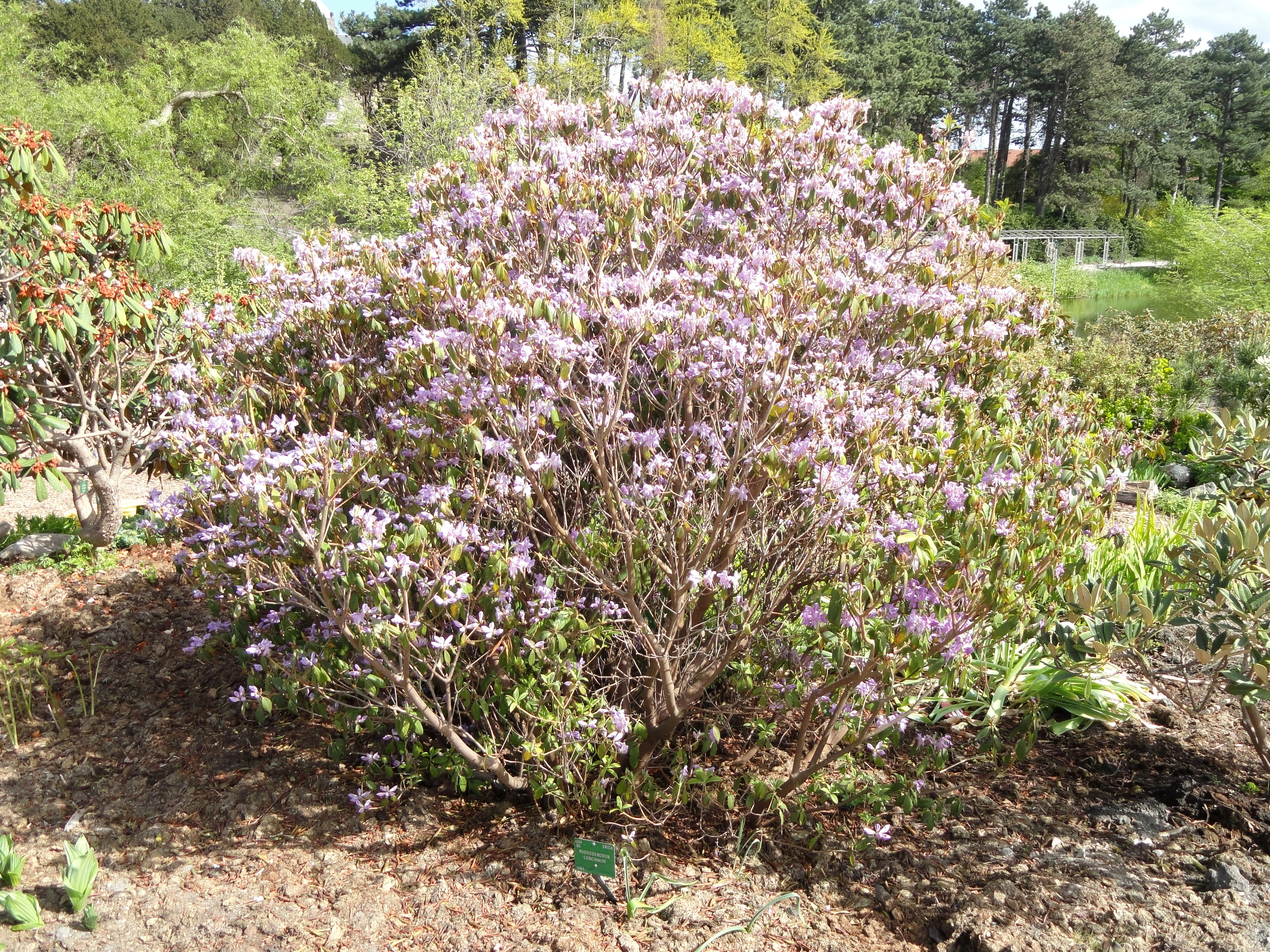
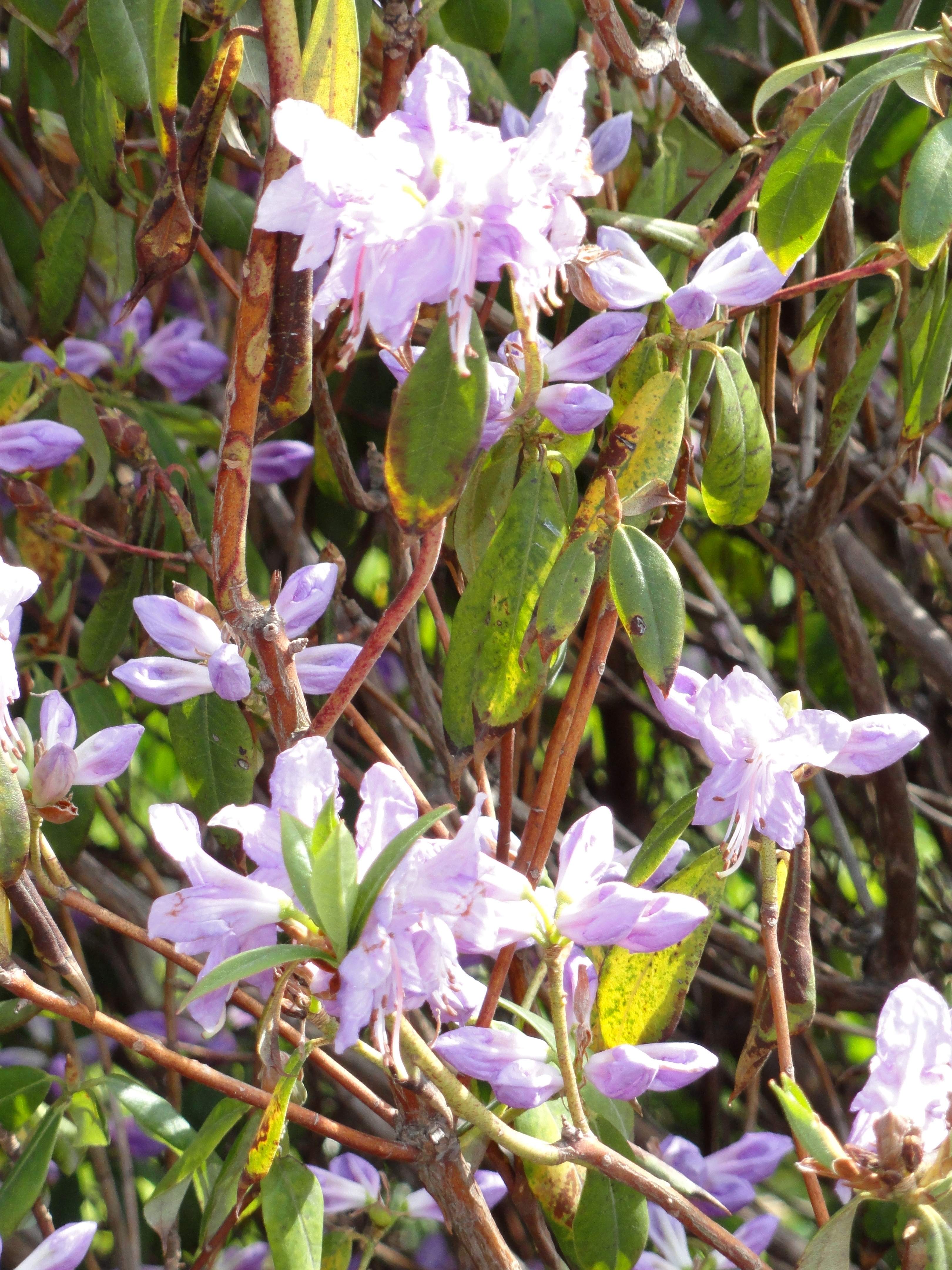
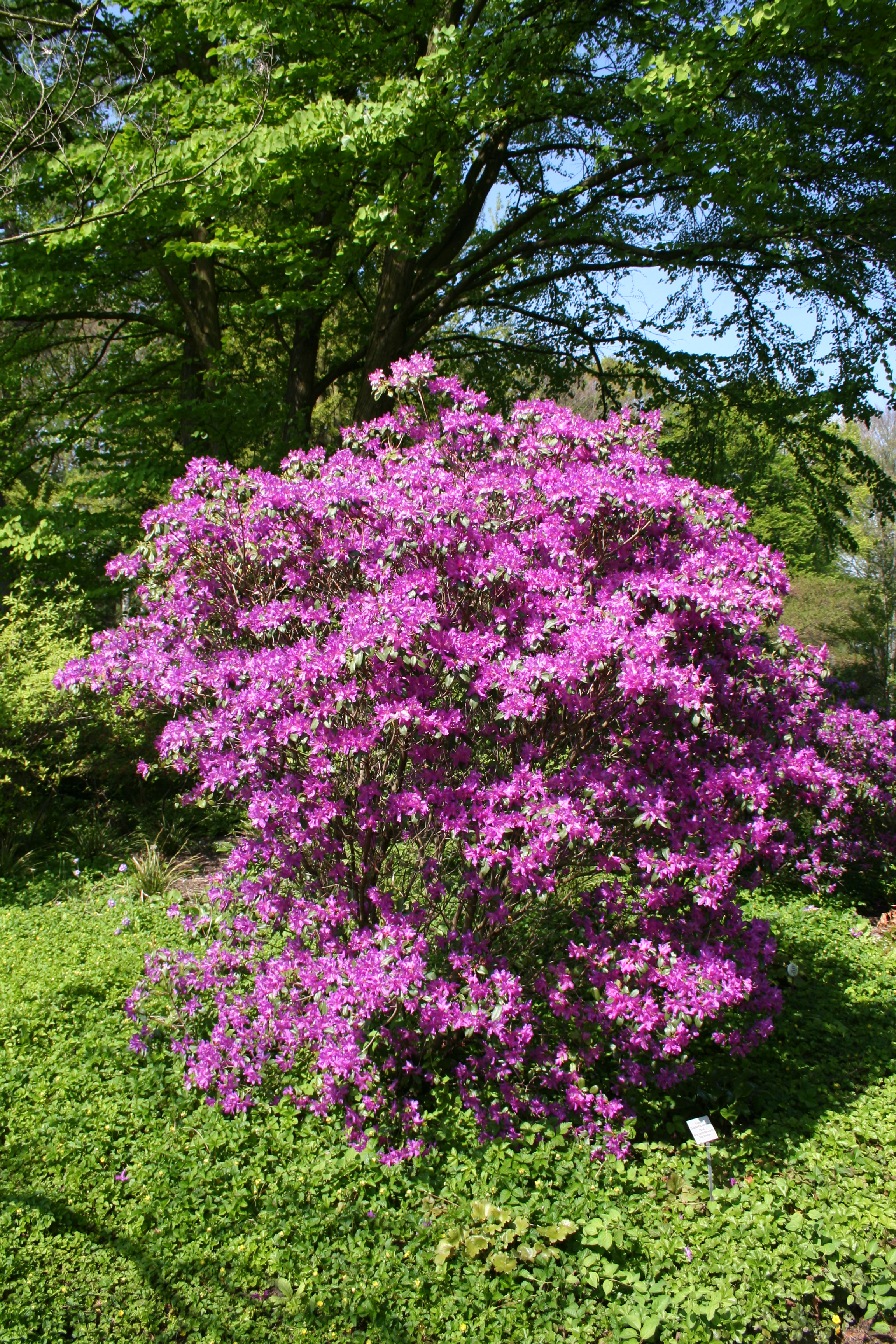
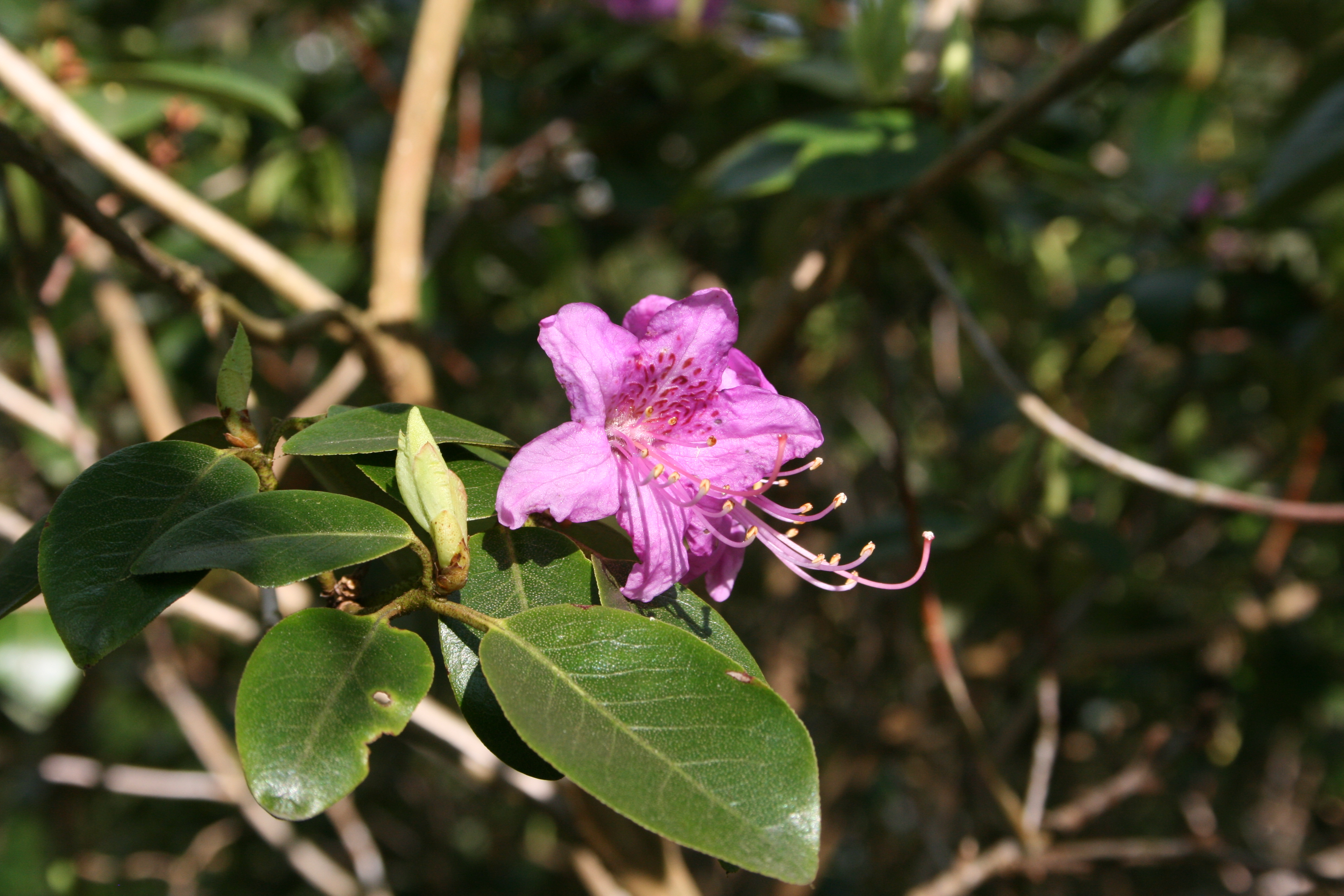
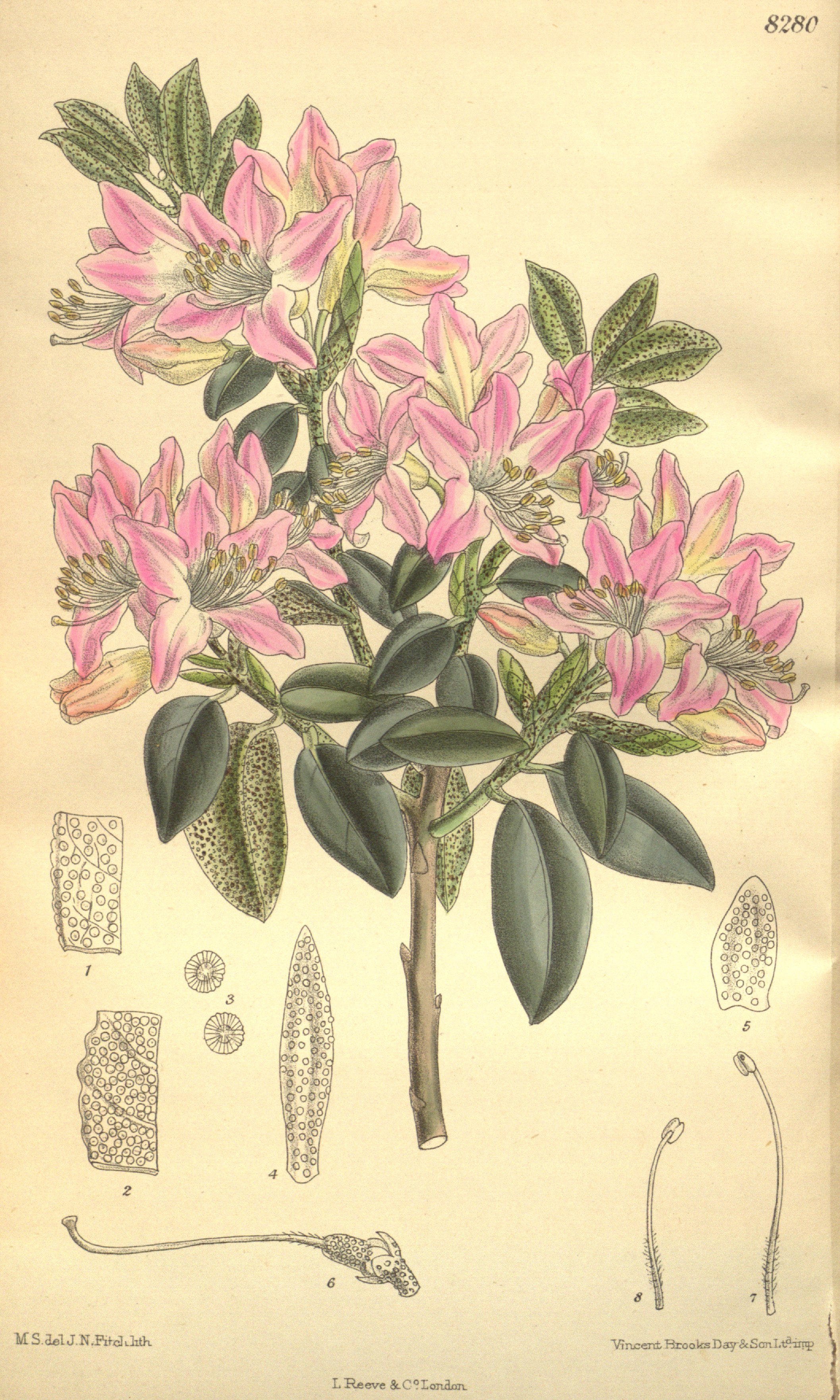
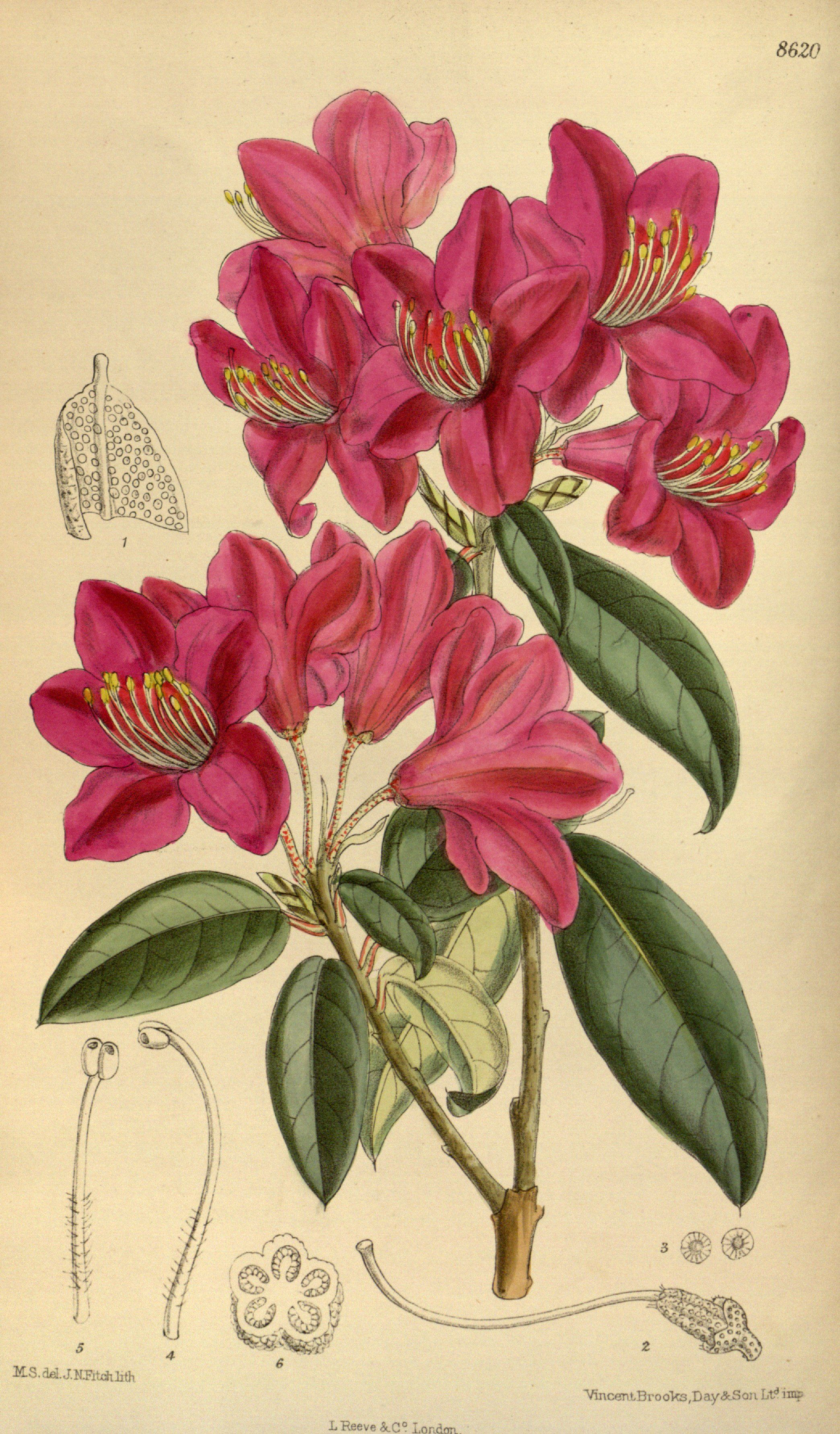